# Tout s'est bien passé
Pour plus de détails, voir Fiche technique et Distribution.
Tout s'est bien passé est un film français écrit et réalisé par François Ozon, sorti en 2021. Il s'agit de l'adaptation du roman du même nom d'Emmanuèle Bernheim, narrant sa propre histoire avec son père qui lui avait demandé de l'aider à mourir.
La presse (Télérama) a relevé de fortes similitudes avec un récit de Philippe Pichon, Un Pays vers le ciel, paru chez Dualpha en 2006, c'est-à-dire antérieurement au récit d'Emmanuèle Bernheim.
Il est présenté et sélectionné en compétition officielle au festival de Cannes 2021.

## Synopsis
Emmanuèle Bernheim (Sophie Marceau) est une romancière épanouie et accomplie, tant dans sa vie privée que professionnelle.
Elle et Pascale (Géraldine Pailhas), sa sœur,  évoluent dans un milieu aisé. Sa mère (Charlotte Rampling), sculptrice dépressive et atteinte de la maladie de Parkinson, vit séparée de son père (André Dussolier) qui, sur le tard, a laissé libre cours à son penchant homosexuel auprès de Gérard, un  homme plus jeune et intéressé que les deux sœurs méprisent.
Un jour, Emmanuèle est appelée en urgence : son père, à 85 ans, vient d'être hospitalisé après un accident vasculaire cérébral. Quand il se réveille, diminué et dépendant, cet homme curieux de tout et aimant passionnément la vie, demande à sa fille de l'aider à mourir. Malgré leurs différends passés, le père s'adresse à elle plutôt qu'à son autre fille.
Donner cette ultime satisfaction au vieillard qui ne les a guère ménagées au long de sa vie constitue une épreuve pour les deux sœurs, même si, in fine, tout se sera "bien passé".

## Fiche technique
Sauf indication contraire, les informations mentionnées dans cette section peuvent être confirmées par la base de données cinématographiques Unifrance,  présente dans la section « Liens externes ».
- Titre original : Tout s'est bien passé
- Titre international : Everything Went Fine
- Réalisation : François Ozon
- Scénario : François Ozon, d'après le roman Tout s'est bien passé d'Emmanuèle Bernheim, librement inspiré du récit Un pays vers le ciel, de Philippe Pichon, paru en 2006 (chez Dualpha).
- Décors : Emmanuelle Duplay
- Costumes : Ursula Paredes-Choto
- Photographie : Hichame Alaouié
- Montage : Laure Gardette
- Production : Éric et Nicolas Altmayer
- Société de production : Mandarin Production
- Sociétés de distribution : Diaphana Distribution (France), Cinemien BE (Belgique), Filmcoopi (Suisse romande)
- Budget : 6,69 millions d'euros
- Pays de production :  France
- Langue originale : français
- Format : couleur
- Genre : drame
- Durée : 113 minutes
- Dates de sortie :
  - France : 7 juillet 2021 (Festival de Cannes) ; 22 septembre 2021 (sortie nationale)
  - Belgique, Suisse romande : 22 septembre 2021

## Distribution
- Sophie Marceau : Emmanuèle Bernheim
- André Dussollier : André, père d'Emmanuèle, ex-industriel, galeriste
- Géraldine Pailhas : Pascale, fille aînée d'André, sœur d'Emmanuèle
- Charlotte Rampling : Claude de Soria, femme d'André, sculptrice, dépressive atteinte de la maladie de Parkinson
- Éric Caravaca : Serge Toubiana, mari d'Emmanuèle
- Grégory Gadebois : Gérard, ex-compagnon d'André
- Hanna Schygulla : femme de l'association suisse d'assistance au suicide, ex-magistrate
- Judith Magre : Simone, cousine d'André
- Nathalie Richard : commandante de police Petersen
- Jacques Nolot : Robert, compagnon de chambre d'André à l'hôpital
- Daniel Mesguich : Georges Kiejman, avocat d'Emmanuèle
- Alexia Chicot : Noémie
- Annie Mercier : la directrice de la clinique
- Annie Milon : une infirmière de l'hôpital
- Laëtitia Clément : une infirmière de l'hôpital
- Guillaume Duhesme : policier

## Production
En février 2020, une société de production annonce que le réalisateur-scénariste François Ozon va adapter le roman Tout s'est bien passé d'Emmanuèle Bernheim, avec Sophie Marceau, André Dussollier et Géraldine Pailhas dans les rôles principaux, sous la production de Mandarin,.

### Tournage
Le tournage devait commencer le 13 mars 2020 et est annulé à cause du confinement en raison de la pandémie de Covid-19. Il commence finalement en juillet et août, en région parisienne,.

## Accueil

### Accueil critique
En France, le site Allociné recense une moyenne des critiques presse de 3,4/5.

### Box-office
| Pays ou région | Box-office      | Date d'arrêt du box-office | Nombre de semaines |
| -------------- | --------------- | -------------------------- | ------------------ |
| France         | 255 919 entrées | 9 novembre 2021            | 7                  |
| Total mondial  | 1 951 810 $     | -                          | -                  |

## Distinction

### Sélection
Le film est sélectionné et projeté en « compétition officielle », le 7 juillet 2021, au Festival de Cannes. Il sort le 22 septembre 2021 en Belgique, France et Suisse romande.
- Festival de Cannes 2021 : en « compétition officielle »